# فرقة المشاة 703 (الفيرماخت)

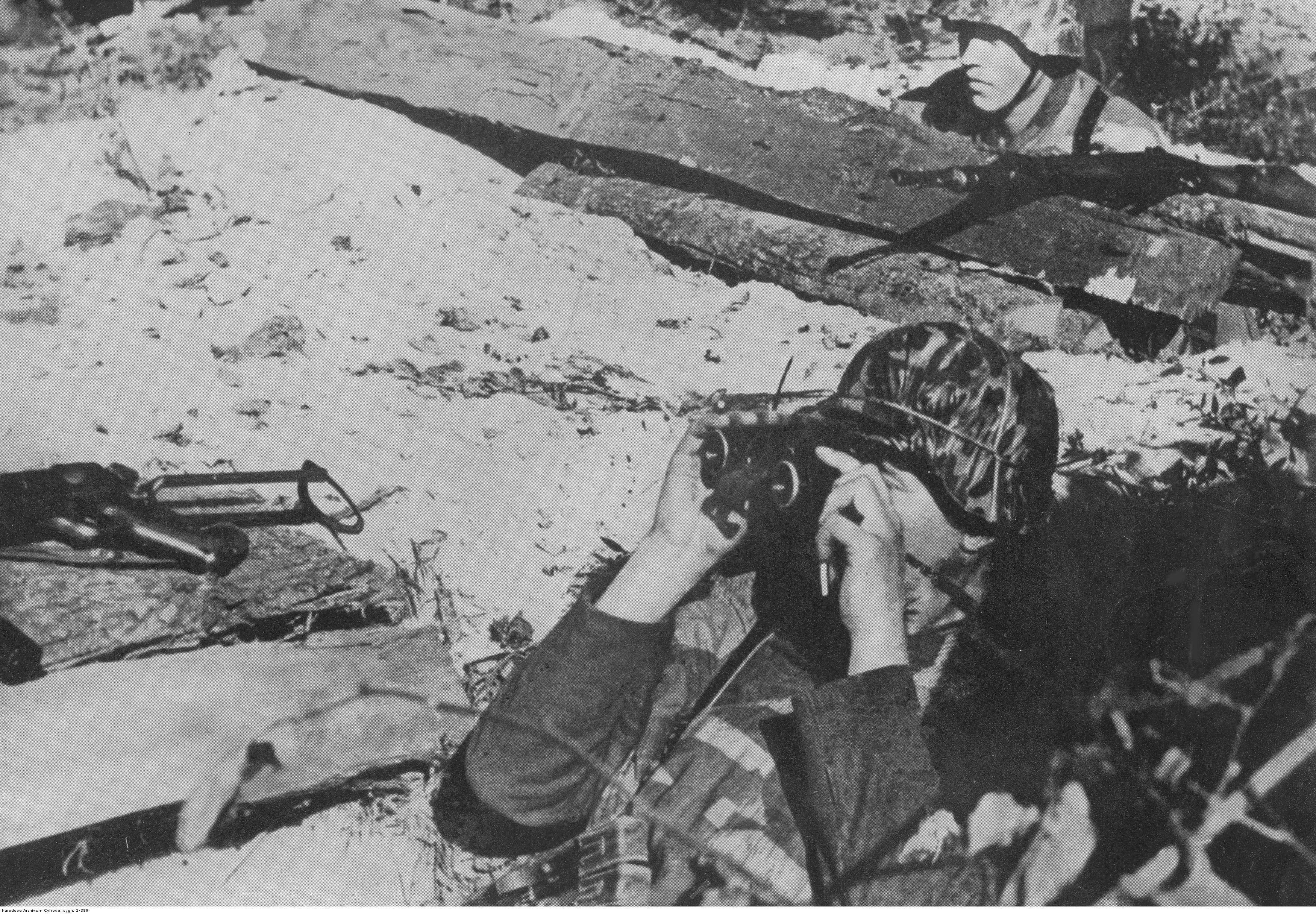
جندي ألماني في خندق يراقب الوضع في ساحة المعركة في هولندا من خلال المنظار.

فرقة المشاة 703 مشاة وهمية للفيرماخت الألماني خلال الحرب العالمية الثانية. القوات التي تم تصنيفها على أنها فرقة المشاة 703 لم تقترب أبدًا من قوة الفرقة فعليا.

## تاريخ العمليات
كانت فرقة المشاة 703 واحدة من فرق المشاة الوهمية الأربعة التي تظاهر الفيرماخت بتشكيلها في هولندا المحتلة، والأخرى هي فرق المشاة 63 و219 و249. 
تم تعيين فرقة المشاة 703 في منطقة حصن آيماودن في هولندا المحتلة.  في نهاية الحرب، استسلمت الفرقة 703 لقوات الجيش البريطاني . تم قيادة لفرقة طوال وجودها القصيرة من قبل هانز هوتنر. 